# Борац (баскетбольный клуб, Чачак)
БК «Борац» Чачак (серб. Кошаркашки клуб Борац Чачак, англ. Basketball Club Borac Čačak) — сербский баскетбольный клуб из города Чачак, является одним из старейших клубов бывшей Югославии, основан в 1945 году. В настоящее время выступает в чемпионате Сербии.

## История
Клуб был основан в 1945 году, с 1952 года «Борац» — член Первой Лиги Федерации. В клубе играли такие известные игроки как Радмило Мишович (лучший бомбардир первого дивизиона в 1970-х годах), Драган Кичанович, Радивое Живкович, Желько Обрадович, и многие другие, которые внесли вклад в развитие баскетбола в Европе, Югославии, Сербии.

## Достижения
Несмотря на долгую историю, клуб долгое время особенно не отличался даже на национальной арене. Так, в сезоне 1972/73 годов он занял четвертое место в чемпионате Югославии, также в сезонах 1972/73, 1978/79 выступал в Кубке Югославии, в сезоне 1992/1993 годов дошел до полуфинала Кубка Югославии, в сезоне 2009/10 занял второе место в Первой Лиге. В сезоне 2011/12 выступает в чемпионате Сербии.

## Известные игроки
- Радмило Мишович
- Драган Кичанович
- Радивое Живкович
- Желько Обрадович
- Горан Грбович
- / Мирослав Радошевич
- / Деян Томашевич
- / Харис Бркич
- Боян Крстович
- Драган Лабович
- Александар Рашич
- Урош Трипкович
- Зоран Эрцег
- Бранко Милисавлиевич
- Душко Саванович
- Милош Теодосич
- Марко Маринович
- Бранко Цветкович
- Мирослав Радульица